# Nello Lauredi
Nello Lauredi, nacido el 5 de octubre de 1924 en Mulazzo (Italia) y fallecido el 8 de abril de 2001 en Saint-Laurent-du-Var, fue un ciclista de origen italiano, nacionalizado francés. Fue profesional de 1949 a 1958.

## Palmarés
1950
- Dauphiné Libéré, más 2 etapas
- 1 etapa del Tour de Francia

1951
- Dauphiné Libéré, más 1 etapa

1952
- París-Limoges
- 1 etapa del Tour de Francia
- 2 etapas del Dauphiné Libéré

1953
- 1 etapa del Tour de Francia

1954
- Dauphiné Libéré

## Resultados en las grandes vueltas
| Carrera         | 1949 | 1950 | 1951 | 1952 | 1953 | 1954 | 1955 | 1956 | 1957 | 1958 | 1959 |
| --------------- | ---- | ---- | ---- | ---- | ---- | ---- | ---- | ---- | ---- | ---- | ---- |
| Giro de Italia  | -    | 15.º | -    | -    | -    | -    | 14.º | Ab.  | -    | -    | -    |
| Tour de Francia | 18.º | 37.º | 11.º | 19.º | 8.º  | 11.º | Ab.  | 7.º  | Ab.  | -    | -    |
| Vuelta a España | -    | -    | -    | -    | -    | -    | 23.º | -    | -    | -    | -    |